# حد آرمسترانگ

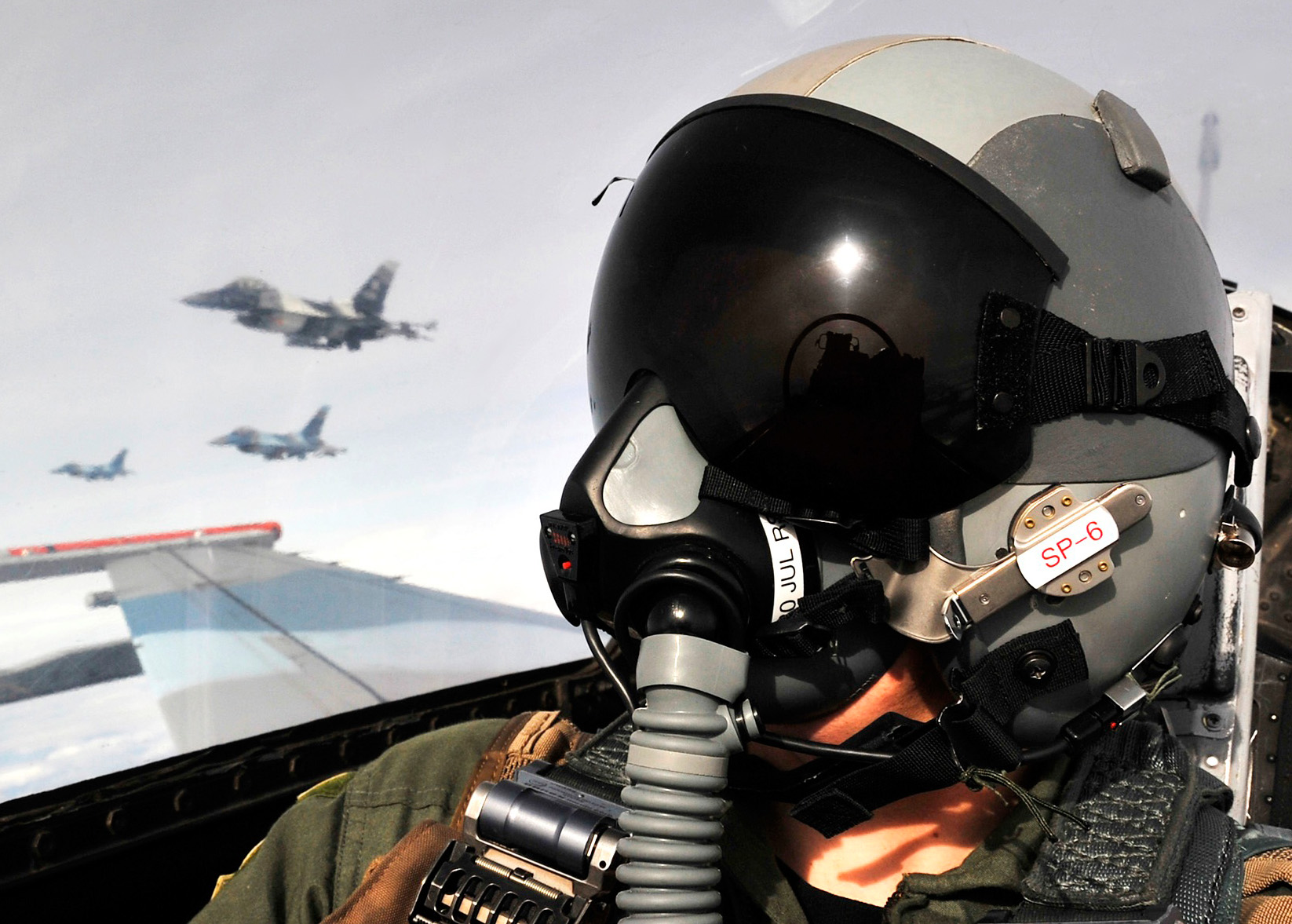
اگر خلبانی در ارتفاعی بیش از حد آرمسترانگ، بدون لباس تحت فشار و تنها با ماسک اکسیژن پرواز کند، بزاق دهان و رطوبت شش‌هایش شروع به تبخیر می‌کنند.

حد آرمسترانگ یا خط آرمسترانگ (به انگلیسی: Armstrong limit) ارتفاعی است که در آن فشار جو به اندازه‌ای کاهش پیدا می‌یابد که موجب می‌شود آب در دمای بدن انسان (‎۳۷°C‎) شروع به تبخیر کند. این فشار معادل ۰٫۰۶۱۸ اتمسفر یا ۶٫۳ کیلوپاسکال است.
این حد به یاد هری جرج آرمسترانگ، ژنرال نیروی هوایی ایالات متحدهٔ آمریکا که از او با عنوان «پدر پزشکی فضایی» یاد می‌شود نام‌گذاری شده‌است. آرمسترانگ نخستین کسی بود که متوجه این پدیده که مطابق آن انسان نمی‌تواند از یک ارتفاع معین به بعد در محیطی که تحت فشار نیست زنده بماند شد. این ارتفاع بین ۱۸٬۹۰۰ تا ۱۹٬۳۵۰ متر گزارش شده‌است.